# Viola paxiana
Viola paxiana är en violväxtart som beskrevs av Árpád von Degen och Zsak. Viola paxiana ingår i släktet violer, och familjen violväxter. Inga underarter finns listade i Catalogue of Life.